# ジョーズ3
『ジョーズ3』（劇場公開題名：『ジョーズ3D』、原題：Jaws 3-D）は、1983年のアメリカ映画。ジョー・アルブス監督作品。大ヒット映画『ジョーズ』、『ジョーズ2』の続編である。

## 概説
大型水族館を襲う人食い鮫（ホオジロザメ）の恐怖と、それに立ち向う人々を描いた作品。
本作では、たくましく成長して海上レジャー施設のエンジニアとなったマイケル・ブロディ（1、2の主人公マーティン・ブロディの息子）が主人公で、マーティン・ブロディは登場しない。
本作に登場する鮫の模型は、スティーヴン・スピルバーグを初めとするスタッフを苦労させた1作目に登場するチープなものとは違い、口から取り込んだ水をエラから噴射することで自進するというハイテクなものだった。
また、同時期に公開された『13日の金曜日 PART3D』と同様、偏光フィルター方式のメガネをかけて鑑賞する3-D（立体）映画であった。
キャッチ・コピーは「もう逃げられない 衝撃と恐怖が〈客席〉に突進する!」。

## あらすじ
前作から立派に成長したマイケル・ブロディは、海の一部を使用した最新の海洋水族館「シー・ワールド」でチーフ・エンジニアとして働いていた。フロリダで完成したこの水族館は、海底に張り巡らした特殊ガラス製の巨大水中トンネルが売りだった。開園前日、作家のフィリップや、弟のショーンも遊びに来た。しかしその日、館と海底を区切るゲートが突然故障したので、スタッフが1人修理に向かう。
一方、マイケルとモーガンは行方不明のスタッフの捜索に海底へ出たが、そこに体長3メートルのホオジロザメが現れる。フィリップの協力もあって、体長3メートルの人食い鮫の捕獲に成功した。フィリップや館長は、鮫を殺してその様子を公開しようとしたが、モーガンの提案で、人食い鮫を水族館で飼育することとなる。
いよいよ、シー・ワールドが開館すると、館長は生物担当のモーガンに無許可で人食い鮫を公開する。が、鮫は公開直後に息絶えてしまう。一方、海底トンネルでは修理に向かったスタッフの無残な死体が見物客によって発見された。マイケルはすぐさま鮫の仕業と確信する。バーでくつろぐ館長に報告するマイケルとモーガンだったが、海底に体長10メートルの超巨大ホオジロザメを発見する。すぐに避難命令を出す館長であったが、水上スキーショーはパニックに陥り、水中トンネルは鮫の突進によって破壊されてしまう。捕獲した鮫はこの怪物の子供に過ぎなかったのだ。館長は水中トンネルの緊急閉鎖を命じ、その結果、客はトンネル内に閉じ込められてしまった。

## 登場人物
マイケル・ブロディ
前2作の主人公であったブロディ署長の長男。青年だった『2』から順調に成長し、施設エンジニアとして水族館に勤務している。
キャスリン・モーガン
海洋生物の専門家で、マイケルの恋人。愛称はケイ。
フィリップ・フィッツロイス
海洋生物専門の写真家。かなりの有名人。
カルヴィン・ブシャール
海洋水族館の館長。欲が深く、鮫の危険よりも水族館の運営を優先するなど、第1作でのヴォーン市長に似ている部分がある。
ショーン・ブロディ
マイケルの弟。兄の職場に遊びに来るが、あまりストーリーの本筋には絡まない。マイケルとは対照的に海を怖がっており、カウボーイをしている。
ケリー・アン・ブコウスキ
水族館で、水上スキーショー等を担当している。
ジャック・テイト
フィリップの相棒。

## キャスト
| 役名                       | 俳優                         | 日本語吹替                                                            |
| 役名                       | 俳優                         | 日本テレビ版                                                          |
| -------------------------- | ---------------------------- | --------------------------------------------------------------------- |
| マイケル・ブロディ         | デニス・クエイド             | 柴田侊彦                                                              |
| キャスリン・モーガン       | ベス・アームストロング       | 幸田直子                                                              |
| フィリップ・フィッツロイス | サイモン・マッコーキンデール | 野島昭生                                                              |
| カルヴィン・ブシャール     | ルイス・ゴセット・ジュニア   | 小林清志                                                              |
| ショーン・ブロディ         | ジョン・パッチ               | 大塚芳忠                                                              |
| ケリー・アン・ブコウスキ   | リー・トンプソン             | 麻上洋子                                                              |
| ジャック・テイト           | P・H・モリアーティ           | 大木民夫                                                              |
| ダン                       | ダン・ブラスコ               | 小島敏彦                                                              |
| リズ                       | リズ・モリス                 | 高島雅羅                                                              |
| カレンダー夫人             | ケイ・スティーブンス         | 中西妙子                                                              |
| レオナルド・グラス         | リッチ・ヴァリエール         | 城山知馨夫                                                            |
| 役不明 その他              | N/A                          | 幹本雄之 西村知道 田浦環 長島亮子 滝沢久美子 横尾まり 山本竜 小室正幸 |
|                            |                              |                                                                       |
| 演出                       |                              | 小林守夫                                                              |
| 翻訳                       |                              | 篠原慎                                                                |
| 調整                       |                              | 切金潤                                                                |
| 効果                       |                              | 遠藤堯雄 桜井俊哉                                                     |
| プロデューサー             |                              | 大戸正彦                                                              |
| 制作                       |                              | 東北新社                                                              |
| 初回放送                   |                              | 1985年10月18日 『金曜ロードショー』                                   |

※日本語吹替は2016年8月3日発売のブルーレイに収録